# یوری، مالی
یوری (به لاتین: Youri) یک منطقهٔ مسکونی در مالی است که در استان کایس واقع شده‌است.
 یوری  ۶٬۷۲۱ نفر جمعیت دارد.